# Aleurocyperus humus
Aleurocyperus humus là một loài côn trùng cánh nửa trong họ Aleyrodidae, phân họ Aleyrodinae.
Aleurocyperus humus được Ko & Dubey miêu tả khoa học đầu tiên năm 2007.